# فرهنگ سامراء
فرهنگ سامراء یک فرهنگ باستان‌شناختی مربوط به دوران مس‌سنگی در شمال میان‌رودان است که قدمت آن به حدود ۵۵۰۰ (پ.م) تا ۴۸۰۰ (پ.م) می‌رسد. آثار مربوط به فرهنگ سامراء نخستین بار توسط ارنست هرتسفلد در محوطه سامرا حفاری شد. از محوطه‌های دیگری که در آن‌ها آثار مربوط به این فرهنگ یافت شده می‌توان به تل شمشاره و تل الساوان اشاره کرد.
فرهنگ سامراء را پیشگام دوره عبید در میانرودان می‌دانند.